# Adam Carson
Adam Alexander Carson (Ukiah, California; 5 de febrero de 1975) es el batería de AFI. Adam, junto con Davey Havok, es uno de los dos miembros originales que quedan en el grupo.
A pesar de que Adam ha estado con AFI desde el primer día, también ha tocado con el grupo Tiger Army en 1996. Las canciones en las que toca Adam pueden ser encontradas en el EP The Early Years de Tiger Army. Nick 13 de Tiger Army dijo que Adam había sido un miembro de Influence 13, un grupo formado por él mismo, Jade Puget, Geoff Kresge y dos amigos más.
Adam es vegetariano. Aunque, al contrario que Jade Puget y Davey Havok, no sigue el estilo de vida Straight Edge y es fumador.
Tiene varios tatuajes, como un barco pirata al igual que su compañero de grupo Hunter Burgan.
Durante algún tiempo tocó con la Jolly Roger en el bombo de su batería.